# Плещинський Іларіон Миколайович
Іларіон Миколайович Плещинський (28 квітня 1892, Докшиці — 6 лютого 1961, Київ) — український радянський художник-графік, педагог. 

## Біографія
Народився 28 квітня 1892 року в місті Докшицях (нині районний центр Вітебської області Білорусі). В 1919–1921 роках навчався в Казанському художньому інституті. У 1920-х роках переїхав до Києва. У періоди  1925–1934 та 1944–1961 роки викладав у Київському художньому інституті  (з 1948 року — професор). У 1934–1944 роках — очолював катедру рисунка і живопису в Київському інженерно-будівельному інституті.
Проживав у Києві в будинку по вулиці Павлівській, 10. Помер у Києві 6 лютого 1961 року. Похований на Байковому кладовищі.

## Творчість
Працював переважно в галузі ліричного пейзажу, а також плаката, книжкової та промислової графіки. Створив серії літографій, офортів та малюнків:
- «Київ. Краєвиди на березі Дніпра» (1927);
- «По шевченківських місцях», «Шевченківський заповідник у Каневі» (1936–1938);
- «Дніпровські мотиви» (1947–1961).